# Барбакан

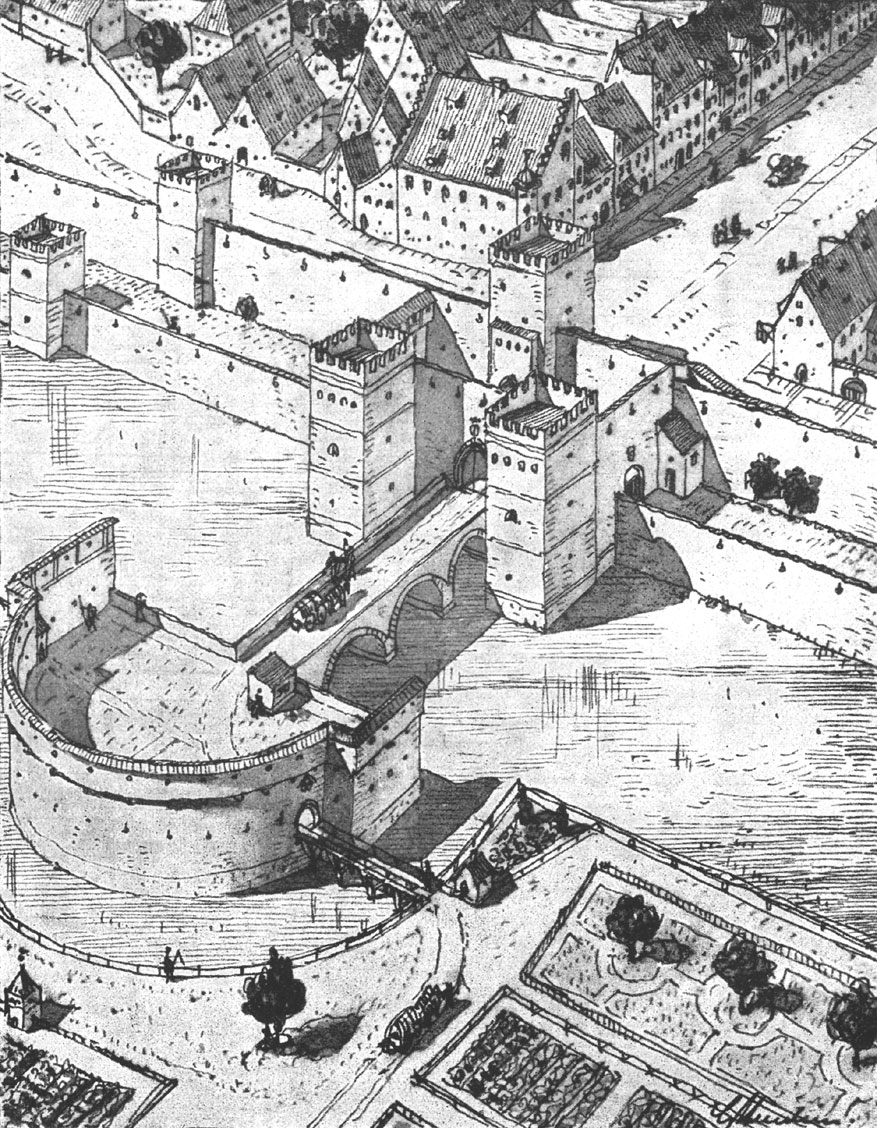
Барбакан Нової брами Мюнхена

Барбака́н (фр. barbacane від араб. بربخ, барбах — «злив», «труба акведука», «уретральний канал») , також передбрам'я— фортифікаційна споруда для захисту підступів до брами замку або міста. 

## Загальний опис
Відомий з пізнього Середньовіччя. Складався з укріплень баштового чи бастіонного типу навколо зовнішньої брами, з'єднаних з внутрішньою міською брамою критим проходом, званим шиєю. Для захисту проїзду до міста осі прорізів внутрішньої і зовнішньої брам не збігалися. Перед зовнішньою брамою був звідний міст понад заводненим ровом, що охоплював барбакан. У земляних бастіонних фортифікаціях на заміну барбакану прийшов равелін.
Найстаріший збережений барбакан Європи половини ХІІІ ст. знаходиться у фортеці французького Каркассонна. На теренах Польщі найстаріший барбакан звели в 1429 році у Торуні. У Львові барбакани 1476 року звели в двох міських брамах. Досьогодні дійшов барбакан XV ст. у Кракові, званий ронделем, передмостова башта московського Кремля, збудована 1516 р. архітектором Алевізі з Мілана. У Кам'янці на Поділлі збереглись барбакани міських брам у вигляді муру з бійницями.

## Галерея

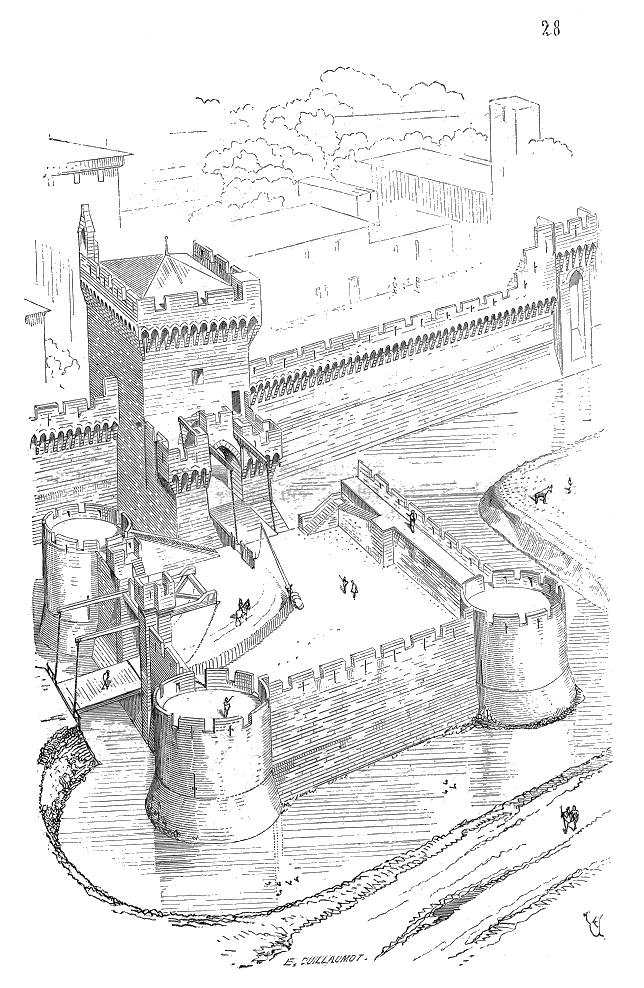
Брама св. Лазаря в Авіньйоні
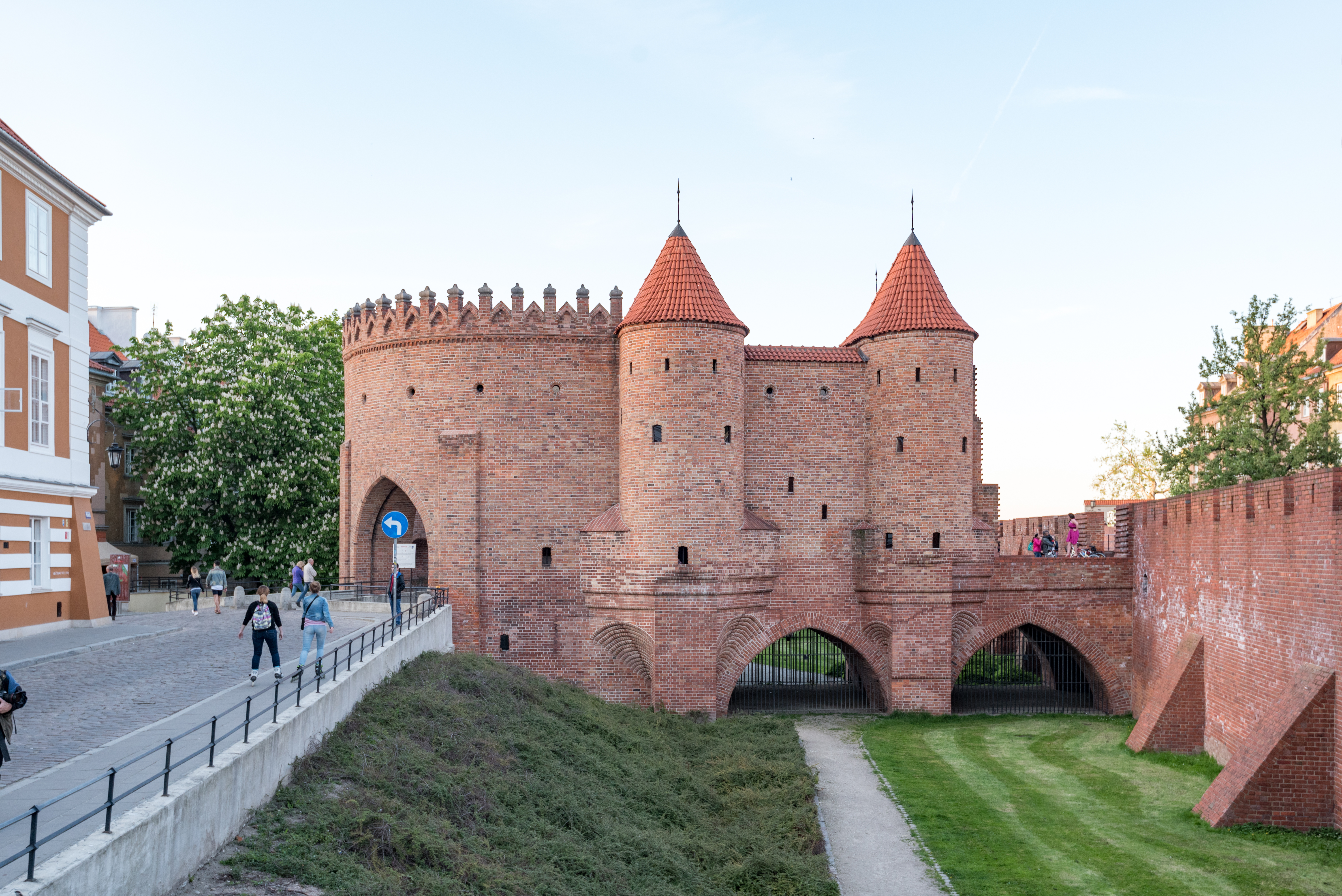
Варшавський барбакан
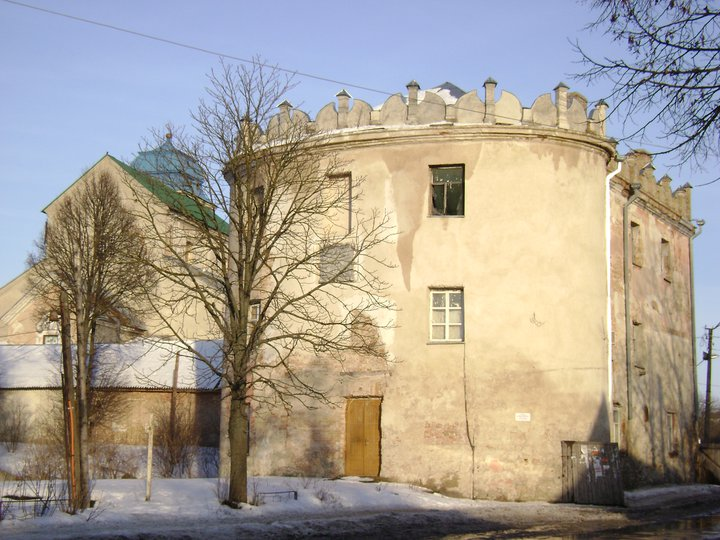
Луцька брама (Дубно)
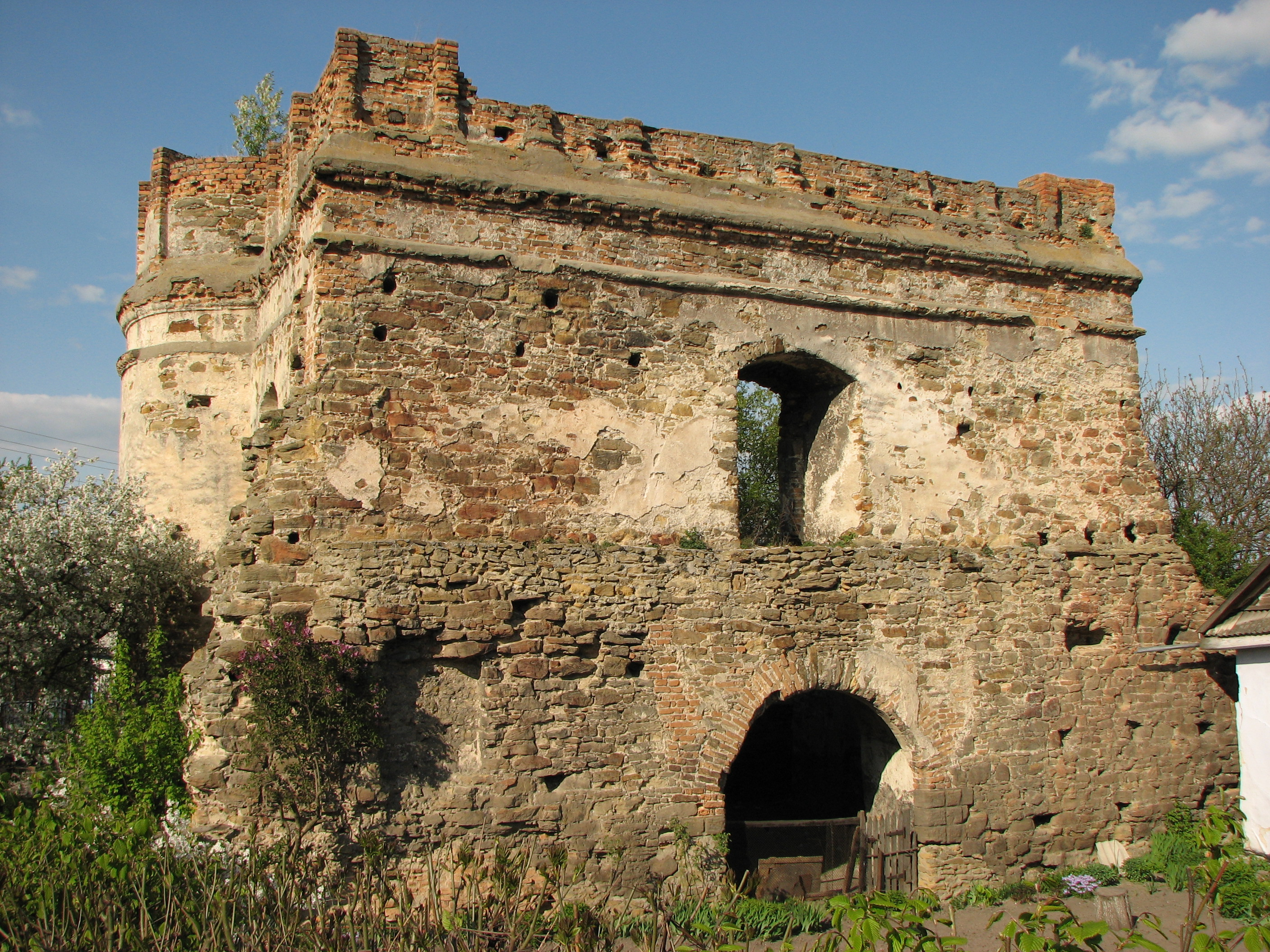
Татарська брама (Острог)
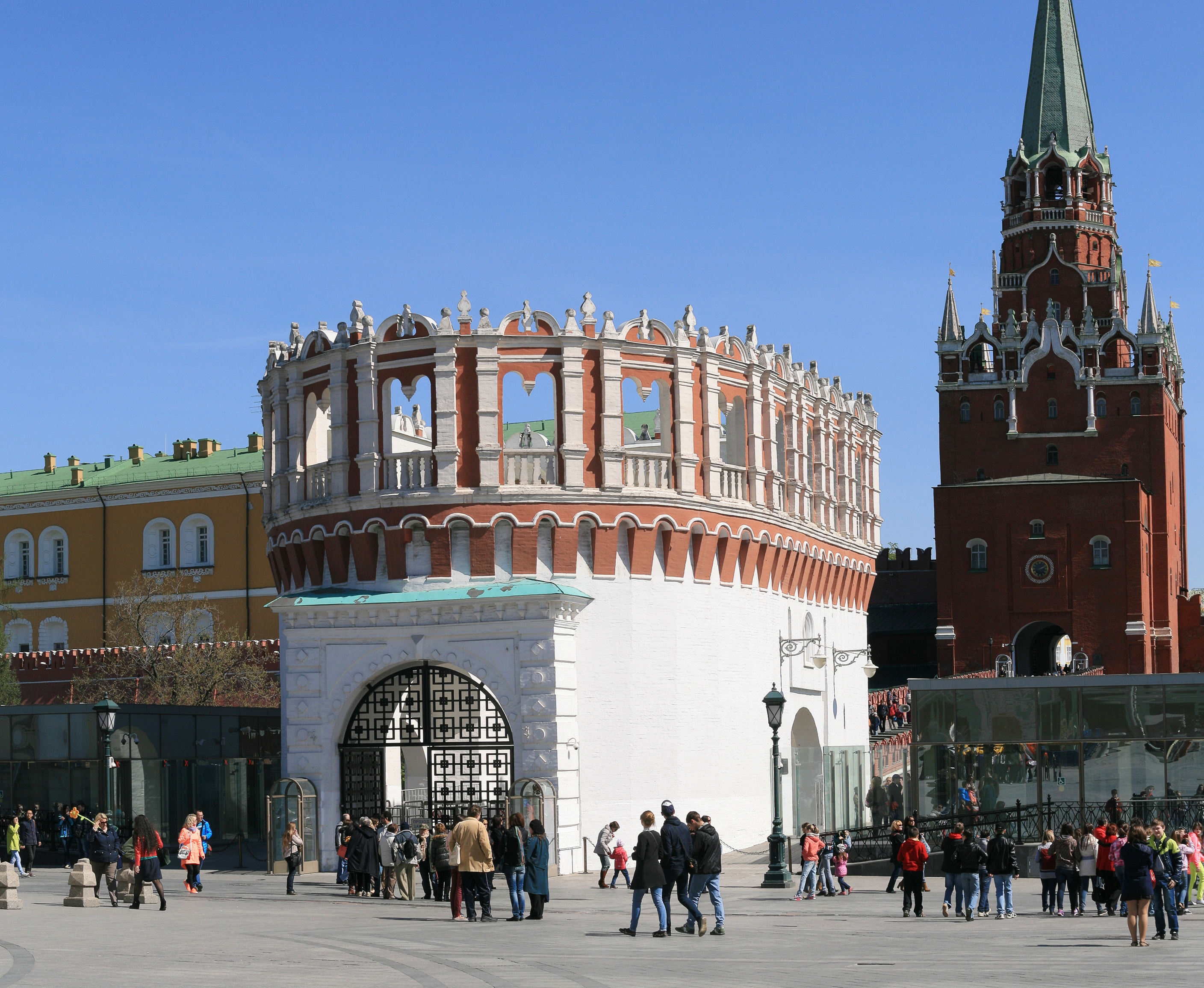
Кутаф'я вежа, Москва.